# Staffan Magnusson
Staffan Einar Magnusson, född 20 mars 1936 i Malmö, död 26 december 2019 i Bromma, var en svensk jurist.
Staffan Magnusson avlade filosofie kandidatexamen vid Lunds universitet 1960 och juris kandidatexamen 1962, varefter han gjorde tingstjänstgöring 1962–1965 och utnämndes till fiskal i Svea hovrätt 1965. Han blev assessor 1971 och hovrättsråd 1980. Magnusson arbetade som sakkunnig i statsrådsberedningen 1967–1970 och från 1971 i justitiedepartementet, där han blev kansliråd 1973, departementsråd 1974 och rättschef 1977.
Staffan Magnusson var justitieråd i Högsta domstolen 1983–2003.